# Михаил и Евтихий
Михаил Астрапас и монахът Евтихий (на гръцки: Μιχαήλ Αστραπάς και Ευτύχιος) са византийски художници от Солун, представители на така наречения Палеологов ренесанс във византийското изкуство. Творчеството на двамата зографи процъфтява от 1294 до 1317 година. Сред изписаните от тях църкви са „Света Богородица Перивлепта“ („Свети Климент“) в Охрид (1294 - 1295 г.), „Свети Никита“ в Баняне (преди 1316 г.) и „Свети Георги“ в Старо Нагоричане (1317).
- Фреска на Константин Кавасила от „Света Богородица Перивлепта“
- Изгонване на търговците от храма от „Свети Никита“
- Успение Богородично от „Свети Георги“